# Fissidens kurzii
Fissidens kurzii är en bladmossart som beskrevs av C. Müller 1872. Fissidens kurzii ingår i släktet fickmossor, och familjen Fissidentaceae. Inga underarter finns listade i Catalogue of Life.